# 花の街
「花の街」（はなのまち）は、1947年（昭和22年）に日本で作られた江間章子作詞・團伊玖磨作曲の歌曲である。

## 概要
第二次世界大戦後の日本で、この曲は1947年（昭和22年）4月16日にNHKのラジオ番組『婦人の時間』のなかの「婦人の歌」のコーナーで放送されたことにより日本全国に広がり、終戦後の明るさや平和の象徴として人々に知られ、歌い継がれた。放送初演は、作曲した團伊玖磨自身の指揮で、佐々木成子が独唱、東京放送合唱団が合唱、東京放送管弦楽団が伴奏した。
のちの1952年（昭和27年）4月にレコードも発売された（編曲・指揮：團伊玖磨、合唱：ビクター女声合唱団、演奏：NHKサロン・アンサンブル  ビクターレコード、規格品番：AE-77）。
1949年（昭和24年）のNHKラジオの朗読番組『私の本棚』（朗読者は樫村治子）では、番組のはじめに演奏されるテーマ曲として使われた。発表されて70年以上経った平成から令和の時代においても、中学校音楽科学習指導要領の「共通教材」として指定されていることから、授業や合唱コンクールなどで歌われている。2006年（平成18年）に文化庁と日本PTA全国協議会が「日本の歌百選」に選定した。
この曲は広く親しまれていながら、原作者の歌詞とは相違した部分が流布している状況にある。一番の歌詞最終行が、原作「歌いながら　かけていったよ」であるべきところ、「春よ春よと　かけていったよ」と歌われ、三番が「泣いていたよ　街の角で」であるべきところ、「泣いていたよ　街の窓で」とする誤謬である。このことは、日本音楽著作権協会（JASRAC）が原作者存命中に確認済みとのことで、この楽曲の利用には、これを留意する必要がある。
1・2番の歌詞やメロディは明るいが、3番に入って急に暗くなる。これは前述の通り、終戦直後の混乱の中で作られたからである。